# ポマーン
ポマーン（Pommern、1912年 - 1935年6月26日）は、イギリスで競走生活を送ったサラブレッドの競走馬、および種牡馬。第一次世界大戦中の代替クラシック開催において、史上11頭目となるイギリスクラシック三冠を達成した。

## 経歴
ソロモン・バーナート・ジョエルの所有するメイデンアールスタッドで生産された競走馬である。第一次世界大戦の最中であった1914年にデビューし、1915年には戦禍を避けてニューマーケット競馬場で開催された代替クラシック競走に出走した。ポマーンはこの年2000ギニーステークス、ニューダービー（代替ダービー）、セプテンバーステークス（代替セントレジャー）の3競走で優勝し、代替競走ではありながらも三冠馬の栄誉を手にした。
1916年に引退し、故郷のメイデンアールスタッドに戻って種牡馬となった。競走成績の評価が高かったポマーンには、当初300ギニーという強気の種付け料が設定されていた。しかし、高額の種付け料に見合う産駒はなかなか現れず、ファラリスなどの同父種牡馬に比べると成功したとは言えない成績であった。代表産駒は1924年生のアダムズアップルで、同馬は1927年の2000ギニーステークスで優勝している。現代競馬にはすでにポマーンの父系は残っていないが、1950年代ごろまではその父系が残っていたようで、1958年にグランドナショナルに優勝したミスターワット（1950年生）はポマーンから4代目にあたる馬であった。
1935年6月26日に死亡。22歳であった。

## 評価

### 主な勝鞍
※当時はグループ制未導入
1914年（2歳） 4戦2勝
リッチモンドステークス、インペリアルプロデュースプレート
1915年（3歳） 5戦4勝
イギリスクラシック三冠（2000ギニーステークス、ニューダービー、セプテンバーステークス）、ライムキルンステークス
2着 - クレイヴァンステークス
1916年（4歳） 1戦1勝
ジューンステークス

## 血統表
| ポマーンの血統（ベンドア系（エクリプス系） / Hampton 3x3=25.00%、 Distant Shore 3z4=18.75%、 Newminster 5x5x5=9.38%、 Vedette 母内5x5=6.25%） | ポマーンの血統（ベンドア系（エクリプス系） / Hampton 3x3=25.00%、 Distant Shore 3z4=18.75%、 Newminster 5x5x5=9.38%、 Vedette 母内5x5=6.25%） | ポマーンの血統（ベンドア系（エクリプス系） / Hampton 3x3=25.00%、 Distant Shore 3z4=18.75%、 Newminster 5x5x5=9.38%、 Vedette 母内5x5=6.25%） | （血統表の出典）      | （血統表の出典） |
| 父 Polymelus 1902 鹿毛 イギリス | 父の父Cyllene 1895 栗毛 イギリス | Bona Vista | Bend Or               | Bend Or          |
| 父 Polymelus 1902 鹿毛 イギリス | 父の父Cyllene 1895 栗毛 イギリス | Bona Vista | Vista                 |                  |
| 父 Polymelus 1902 鹿毛 イギリス | 父の父Cyllene 1895 栗毛 イギリス | Arcadia | Isonomy               | Isonomy          |
| 父 Polymelus 1902 鹿毛 イギリス | 父の父Cyllene 1895 栗毛 イギリス | Arcadia | Distant Shore         |                  |
| 父 Polymelus 1902 鹿毛 イギリス | 父の母Maid Marian 1886 青鹿毛 イギリス | Hampton | Lord Clifden          | Lord Clifden     |
| 父 Polymelus 1902 鹿毛 イギリス | 父の母Maid Marian 1886 青鹿毛 イギリス | Hampton | Lady Langden          |                  |
| 父 Polymelus 1902 鹿毛 イギリス | 父の母Maid Marian 1886 青鹿毛 イギリス | Quiver | Toxophilite           | Toxophilite      |
| 父 Polymelus 1902 鹿毛 イギリス | 父の母Maid Marian 1886 青鹿毛 イギリス | Quiver | Young Melbourne Mare  |                  |
| 母 Merry Agnes 1900 鹿毛 イギリス | 母の父St. Hilaire 1891 鹿毛 イギリス | St. Simon | Galopin               | Galopin          |
| 母 Merry Agnes 1900 鹿毛 イギリス | 母の父St. Hilaire 1891 鹿毛 イギリス | St. Simon | St. Angela            |                  |
| 母 Merry Agnes 1900 鹿毛 イギリス | 母の父St. Hilaire 1891 鹿毛 イギリス | Distant Shore | Hermit                | Hermit           |
| 母 Merry Agnes 1900 鹿毛 イギリス | 母の父St. Hilaire 1891 鹿毛 イギリス | Distant Shore | Lands End             |                  |
| 母 Merry Agnes 1900 鹿毛 イギリス | 母の母Agnes Court 1889 鹿毛 イギリス | Hampton | Lord Clifden          | Lord Clifden     |
| 母 Merry Agnes 1900 鹿毛 イギリス | 母の母Agnes Court 1889 鹿毛 イギリス | Hampton | Lady Langden          |                  |
| 母 Merry Agnes 1900 鹿毛 イギリス | 母の母Agnes Court 1889 鹿毛 イギリス | Orphan Agnes | Speculum              | Speculum         |
| 母 Merry Agnes 1900 鹿毛 イギリス | 母の母Agnes Court 1889 鹿毛 イギリス | Orphan Agnes | Polly Agnes F-No.16-g |                  |